# کوگان نسار
کوگان نسار، روستایی در دهستان میانکوه شرقی بخش افرینه شهرستان معمولان در استان لرستان ایران است.اهالی آن از طایفه بهاروند و سادات شاهرخ وند هستند

## جمعیت
بر پایه سرشماری عمومی نفوس و مسکن در سال ۱۳۹۵، جمعیت این روستا برابر با ۱۷ نفر (۶ خانوار) بوده‌است.